# SpatiaLite
SpatiaLite est une extension spatiale de SQLite disposant des fonctionnalités de base de données géographiques gérant les données de type vectoriel. Elle est similaire à PostGIS, Oracle Spatial et SQL Server et ses extensions spatiales mais SQLite / SpatiaLite ne sont pas basés sur une architecture client-serveur : il s'agit d'une architecture plus simple, à savoir que le moteur SQL est directement embarqué dans l'application. Une base de données complète correspond simplement à un unique fichier ordinaire qui peut être copié ou supprimé librement, transféré d'un ordinateur à un autre ou d'un système d'exploitation à un autre sans aucune contrainte particulière.
SpatiaLite enrichit les fonctionnalités spatiales existantes de SQLite et permet de gérer les spécifications SFS de l'OGC.
Il n'est pas nécessaire d'utiliser Spatialite pour gérer des données spatiales dans SQLite qui dispose de sa propre implémentation des index R-tree et des types de géométrie mais Spatialite permet d'effectuer des requêtes spatiales avancées et de gérer de multiples systèmes de coordonnées.

## Logiciels gérant le format Spatialite
- Quantum GIS, support natif depuis la version 1.4
- FME
- ArcGIS 10.2
- AutocadMap 2013

## Bibliothèques gérant les bases Spatialite
- Mapnik - par le biais du driver SQLite
- GDAL - par le biais du projet OGR

## Source
- (en) Cet article est partiellement ou en totalité issu de l’article de Wikipédia en anglais intitulé « SpatiaLite » (voir la liste des auteurs).